# Рейан (кантон)
Рейа́н (фр. Reillanne) — кантон во Франции, находится в регионе Прованс — Альпы — Лазурный Берег, департамент Альпы Верхнего Прованса. Входит в состав округа Форкалькье.
Код INSEE кантона — 0420. Всего в кантон Рейан входит 8 коммун, из них главной коммуной является Рейан.

## Коммуны кантона
| Коммуна         | Население, чел. (2006) | Почтовый индекс | Код INSEE |
| --------------- | ---------------------- | --------------- | --------- |
| Вашер           | 302                    | 04110           | 04227     |
| Вильмю          | 147                    | 04110           | 04241     |
| Монжюстен       | 52                     | 04110           | 04129     |
| Обена-лез-Альп  | 92                     | 04110           | 04012     |
| Опедет          | 60                     | 04110           | 04142     |
| Рейан           | 1 476                  | 04110           | 04160     |
| Сент-Круа-а-Лоз | 76                     | 04110           | 04175     |
| Серест          | 1 185                  | 04280           | 04045     |

## Население
Население кантона на 2007 год составляло 3 414 человек.
| 1962  | 1968  | 1975  | 1982  | 1990  | 1999  | 2006  | 2007  | 2008 |
| ----- | ----- | ----- | ----- | ----- | ----- | ----- | ----- | ---- |
| 1 495 | 1 729 | 1 891 | 2 241 | 2 662 | 2 976 | 3 390 | 3 414 | —    |